# Moncef Besbes
Moncef Besbes (* 11. November 1949; † 23. Oktober 2021) war ein tunesischer Handballspieler.

## Biografie
Besbes gehörte bei den Olympischen Sommerspielen 1972 in München der tunesischen Handballauswahl an, die den 16. Platz belegte. Vier Jahre später bei den Olympischen Sommerspielen 1976 in Montreal gehörte er erneut der tunesischen Handballauswahl an, die den 12. Platz belegte.